# Врховине (Уб)
Врховине је насеље у Србији у општини Уб у Колубарском округу. Према попису из 2022. било је 354 становника.

## Демографија
У насељу Врховине живи 446 пунолетних становника, а просечна старост становништва износи 43,1 година (42,7 код мушкараца и 43,5 код жена). У насељу има 170 домаћинстава, а просечан број чланова по домаћинству је 3,25.
Ово насеље је великим делом насељено Србима (према попису из 2002. године), а у последња три пописа, примећен је пад у броју становника.
|  |

| Демографија | Демографија | Демографија |
| Година      | Становника  | Становника  |
| ----------- | ----------- | ----------- |
| 1948.       | 857         |             |
| 1953.       | 878         |             |
| 1961.       | 883         |             |
| 1971.       | 771         |             |
| 1981.       | 670         |             |
| 1991.       | 595         | 585         |
| 2002.       | 552         | 567         |

| Етнички састав према попису из 2002.‍ | Етнички састав према попису из 2002.‍ | Етнички састав према попису из 2002.‍ | Етнички састав према попису из 2002.‍ | Етнички састав према попису из 2002.‍ |
| ------------------------------------ | ------------------------------------ | ------------------------------------ | ------------------------------------ | ------------------------------------ |
|                                      |                                      |                                      |                                      |                                      |
| Срби                                 | Срби                                 |                                      | 551                                  | 99,81%                               |
| непознато                            | непознато                            |                                      | 1                                    | 0,18%                                |

| Година пописа     | 1948. | 1953. | 1961. | 1971. | 1981. | 1991. | 2002. |
| ----------------- | ----- | ----- | ----- | ----- | ----- | ----- | ----- |
| Број домаћинстава | 153   | 160   | 181   | 189   | 181   | 166   | 170   |

| Број чланова      | 1  | 2  | 3  | 4  | 5  | 6  | 7 | 8 | 9 | 10 и више | Просек |
| ----------------- | -- | -- | -- | -- | -- | -- | - | - | - | --------- | ------ |
| Број домаћинстава | 41 | 42 | 23 | 18 | 13 | 20 | 6 | 5 | 1 | 1         | 3,25   |

| Пол    | Укупно | Неожењен/Неудата | Ожењен/Удата | Удовац/Удовица | Разведен/Разведена | Непознато |
| ------ | ------ | ---------------- | ------------ | -------------- | ------------------ | --------- |
| Мушки  | 241    | 71               | 144          | 18             | 7                  | 1         |
| Женски | 230    | 34               | 141          | 47             | 4                  | 4         |
| УКУПНО | 471    | 105              | 285          | 65             | 11                 | 5         |

| Пол    | Укупно                    | Пољопривреда, лов и шумарство | Рибарство                            | Вађење руде и камена | Прерађивачка индустрија       |
| ------ | ------------------------- | ----------------------------- | ------------------------------------ | -------------------- | ----------------------------- |
| Мушки  | 156                       | 111                           | 0                                    | 2                    | 18                            |
| Женски | 82                        | 69                            | 0                                    | 1                    | 6                             |
| УКУПНО | 238                       | 180                           | 0                                    | 3                    | 24                            |
| Пол    | Производња и снабдевање   | Грађевинарство                | Трговина                             | Хотели и ресторани   | Саобраћај, складиштење и везе |
| Мушки  | 0                         | 3                             | 4                                    | 0                    | 5                             |
| Женски | 0                         | 0                             | 3                                    | 0                    | 1                             |
| УКУПНО | 0                         | 3                             | 7                                    | 0                    | 6                             |
| Пол    | Финансијско посредовање   | Некретнине                    | Државна управа и одбрана             | Образовање           | Здравствени и социјални рад   |
| Мушки  | 0                         | 4                             | 1                                    | 2                    | 0                             |
| Женски | 0                         | 1                             | 0                                    | 1                    | 0                             |
| УКУПНО | 0                         | 5                             | 1                                    | 3                    | 0                             |
| Пол    | Остале услужне активности | Приватна домаћинства          | Екстериторијалне организације и тела | Непознато            | Непознато                     |
| Мушки  | 1                         | 0                             | 0                                    | 5                    | 5                             |
| Женски | 0                         | 0                             | 0                                    | 0                    | 0                             |
| УКУПНО | 1                         | 0                             | 0                                    | 5                    | 5                             |